# Flama del Canigó

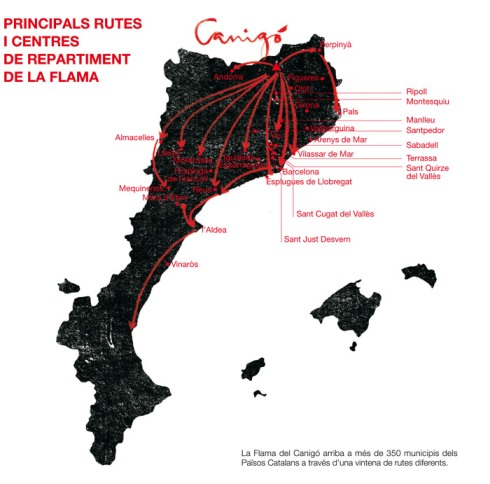
Rutas de distribución de la Flama del Canigó

La Flama del Canigó (en castellano: Llama del Canigó) es una ceremonia iniciada en 1963 por Francesc Pujade, Esteve Albert y Josep Deloncle, e impulsada por la organización Òmnium Cultural, vinculada al solsticio de verano y que tiene lugar en diversos territorios catalanoparlantes cada año, entre el 22 y el 23 de junio. Se inicia con la renovación del fuego en la cumbre del Canigó y culmina con la encendida de las hogueras de la noche de San Juan después de que la llama, portada por voluntarios, se reparta por Cataluña y más allá. Está emparentada con otras fiestas del fuego del solsticio de verano en los Pirineo, como las fallas de Isil, Alins, Durro, Vilaller, Barruera, Pont de Suert y Andorra o la crema de eth Haro del Valle de Arán, donde el fuego que baja de la montaña también es el protagonista de la noche. Pero más allá de esta fiesta, la Llama del Canigó tiene una simbología vinculada con la persistencia y la vitalidad de la cultura catalana.